# Naho Sato
Naho Sato (n. 23 ianuarie 2001, Tōkyō, Japonia) este o jucătoare de tenis japoneză. A participat la competiții asociate Jocurilor Olimpice în care a câștigat o medalie de argint.